# Heliophanus africanus
Heliophanus africanus là một loài nhện trong họ Salticidae.
Loài này thuộc chi Heliophanus. Heliophanus africanus được Wanda Wesołowska miêu tả năm 1986.